# Adea, Arad
Adea (în maghiară Ágya) este un sat în comuna Sintea Mare din județul Arad, Crișana, România.